# Наундорф (Саксония)
Наундорф (нем. Naundorf) — община в Германии, в земле Саксония. Подчиняется административному округу Лейпциг. Входит в состав района Северная Саксония.
Население составляет 2522 человека (на 31 декабря 2010 года). Занимает площадь 36,89 км².
Община подразделяется на 15 сельских округов.